# الخليج التجاري (مترو دبي)
الخليج التجاري (اللغة الإنجليزية: Business Bay) هي محطة عبور سريع على الخط الأحمر لمترو دبي في دبي، الإمارات العربية المتحدة. تم افتتاح المترو في 15 أكتوبر 2010 مع أربع محطات وسيطة أخرى على الخط الأحمر.

## الموقع
تقع محطة الخليج التجاري عند تقاطع شارع الشيخ زايد وشارع 35، جنوب غرب مركز دبي التاريخي. كما يوحي اسمها، تخدم المحطة الخليج التجاري الكبير الذي يحد وسط مدينة دبي. إلى الغرب من المحطة حي الوصل. تعد المسافة بين محطتي نور بنك والخليج التجاري من بين الأطول في النظام ؛ نتيجة لذلك ، تم حجز رموز المحطة 27 و 28 لاستخدامها في المستقبل.

## تخطيط المحطة
مثل العديد من المحطات على الخط الأحمر، يقع الخليج التجاري على جسر موازٍ للجانب الشرقي من شارع الشيخ زايد. يتم تصنيفها على أنها محطة مرتفعة من النوع 1 ، مما يشير إلى أن ملتقى المحطة عند مستوى الأرض. وصول المشاة مدعوم بجسر علوي عبر شارع الشيخ زايد إلى الوصل. يسمح العبور إلى الغرب من المحطة بالانعكاس من كل من الراشدية وأبراج بحيرة الجميرا.